# Beklemishevia zachvatkini
Beklemishevia zachvatkini är en kvalsterart som beskrevs av Bulanova-Zachvatkina 1980. Beklemishevia zachvatkini ingår i släktet Beklemishevia och familjen Ctenacaridae. Inga underarter finns listade.